# Palais de Laranjeiras
Le Palácio das Laranjeiras, ou Palais des Comtes de Farrobo, est un bâtiment historique situé dans le quartier de São Domingos de Benfica, à Lisbonne.
Le Palácio das Laranjeiras, qui fait partie d'un ensemble architectural classé connu sous le nom de "Palais et jardins du comte de Farrobo (entre les murs), dans lequel se trouve le zoo", est classé immeuble d'intérêt public depuis 1974,.

## Galerie

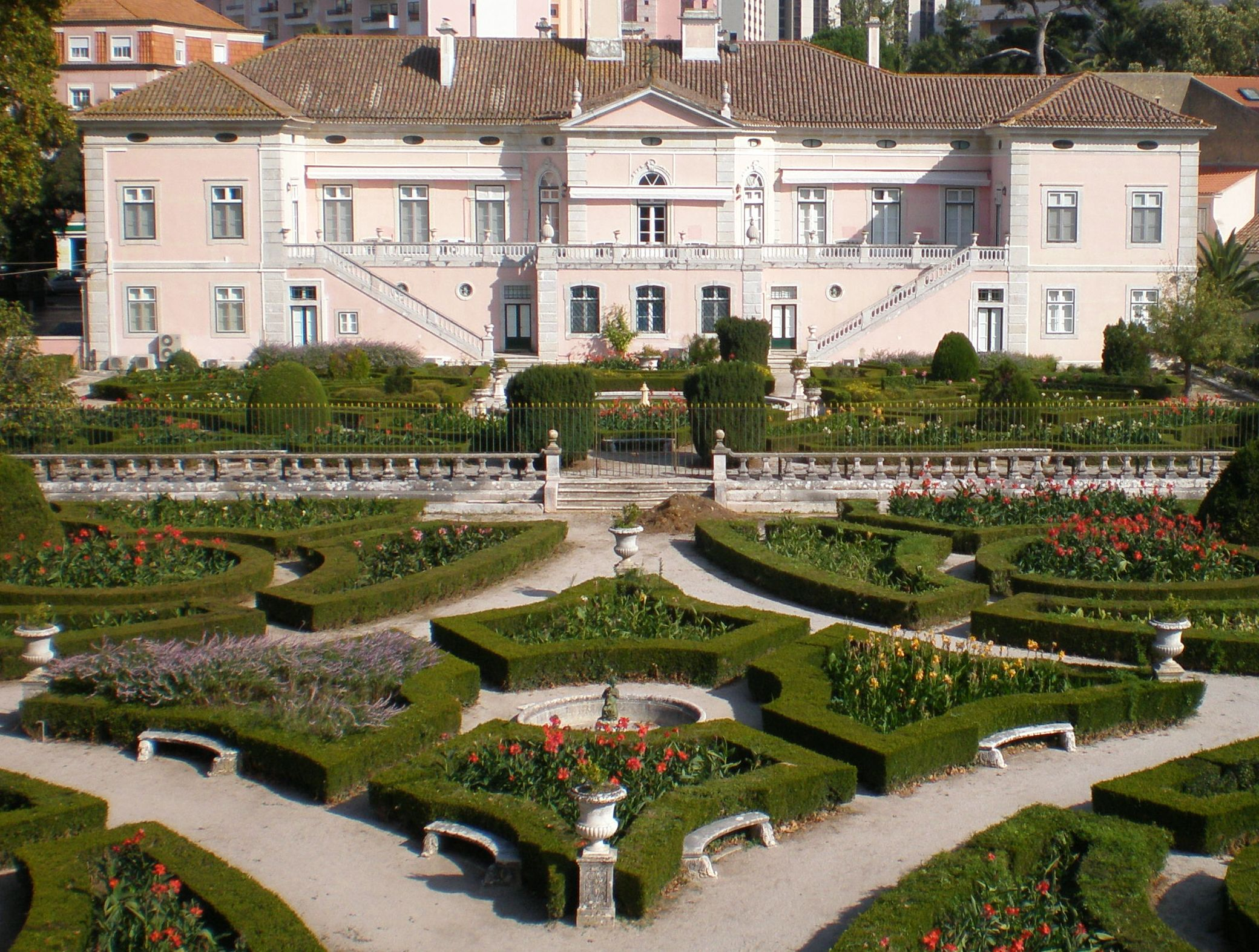
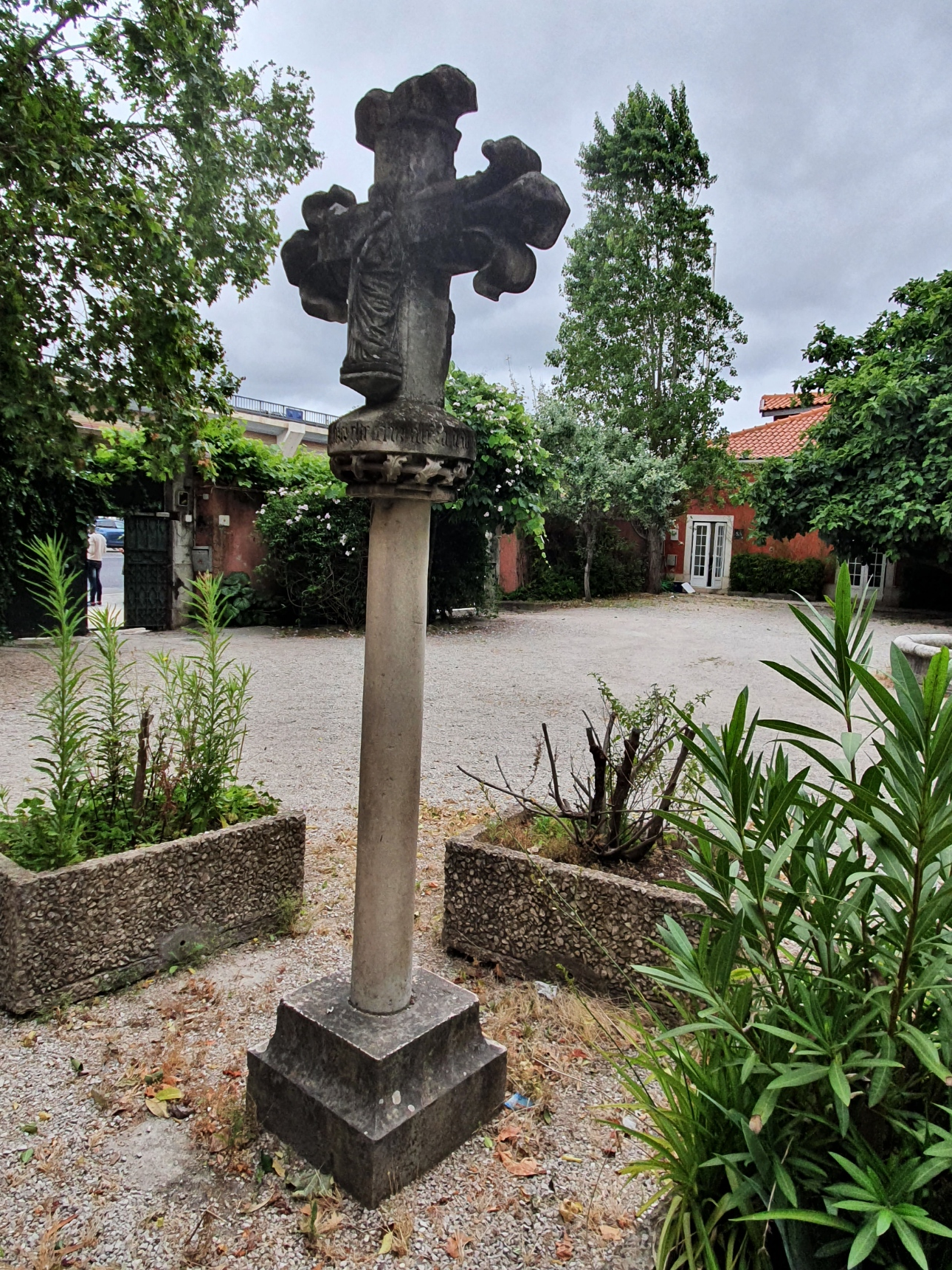
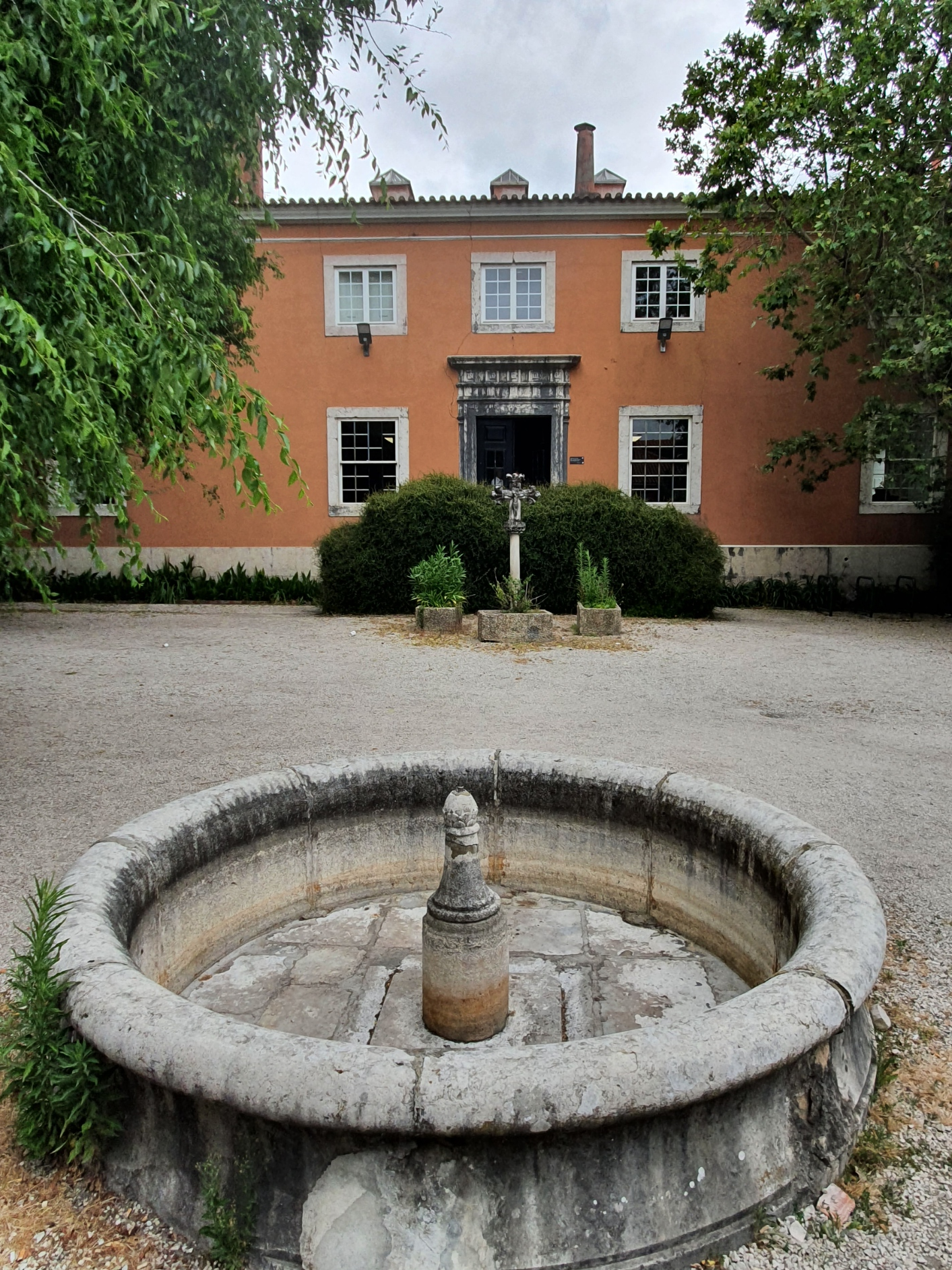